# Psychotria ebracteata
Psychotria ebracteata är en måreväxtart som beskrevs av Ignatz Urban. Psychotria ebracteata ingår i släktet Psychotria och familjen måreväxter. Inga underarter finns listade i Catalogue of Life.